# 101 Namen

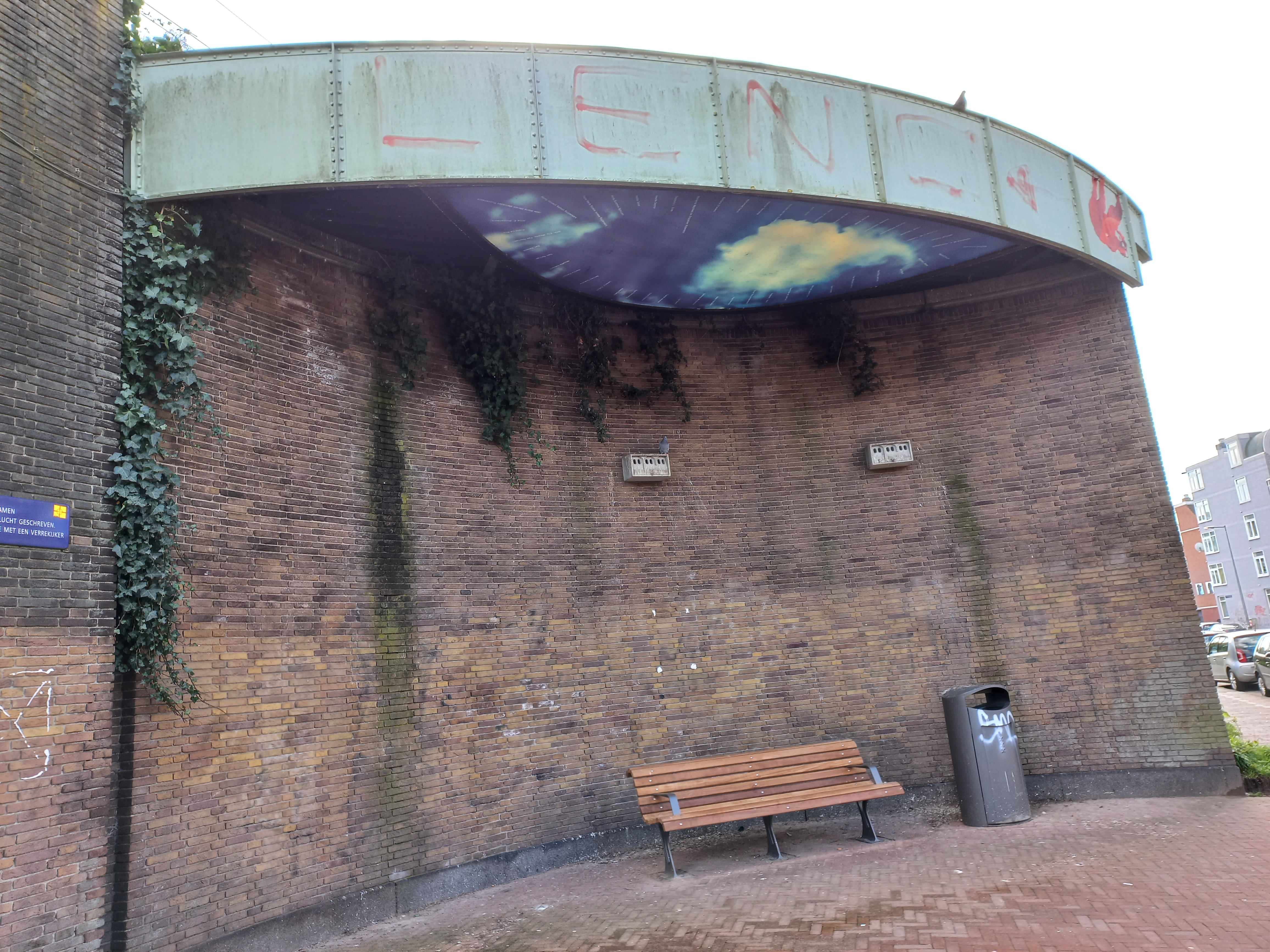
Zuidelijk deel (april 2023)

101 Namen is een tweedelig artistiek kunstwerk in Amsterdam-Oost.
Het is een kunstwerk van Martine Neddam, geboren in Algerije, maar in 1996 wonend in Amsterdam-West. Plaats is de Van Swindenspoorbrug tussen de Eerste Van Swindenstraat en de Javastraat aan de kant van de Pontanusstraat. Daar werd in het kader van de Spoorwegwerken Oost rond 1938 een spoorviaduct gebouwd omdat de plaatselijke overweg voor verkeer meer gesloten was dan open. Bij de opening van het viaduct kreeg het al een plaquette als kunstwerk mee. Bij de opbouw van het spoorviaduct werden de wanden voorzien van tegelwerk. Desondanks bleef het viaduct en ook in de spoorlijn aangebrachte viaducten een plek die een onveilig gevoel opriepen, zo ook in 1996 toen er nog grote reclameborden voor de keermuur stonden. De gemeente wilde de plek overzichtelijker maken en “teruggeven aan de buurt”. Daarop werd Martine Neddam uitgenodigd. In eerste instantie werd gedacht aan een kunstwerk op of aan de tegels, maar Neddam kwam met iets anders. Ze wilde in haar kunstwerk de gemêleerdheid van de buurtbewoners weergeven. Daarop trok ze naar de Dappermarkt en vroeg bezoekers om hun naam om indien ze dat wensten in de kunstwerken te verwerken. Neddam liet zich bij de vraag ondersteunen van een maquette van het werk.
Net als de plaquette uit 1939 werd 101 namen een onopvallend kunstwerk. In het horizontale blikveld is er niets van te zien. Het is als een overstek of afdak geplaatst op de noord- en zuidwestelijke keermuren van het viaduct, die randen meekreeg in de vorm van de balustrades van het viaduct zelf. In een soort koepels zijn hemels te zien, waarop 101 namen zijn vermeld. Het eindresultaat was later niet naar de zin van de kunstenaar, maar dat lag voornamelijk aan de gebrekkige fototechniek uit de jaren negentig; bij digitale technieken was de bedoeling beter tot zijn recht gekomen, aldus de kunstenaar in 2018.
In 2022 kreeg het kunstwerk 101 namen gezelschap van het veel grotere Samen zijn wij Oost, de nieuwe tegelbekleding van het viaduct. Dat kunstwerk heeft hetzelfde thema als 101 namen.